# خواب با حرکت سریع چشم
خواب با حرکت سریع چشم یا خواب REM (به انگلیسی: Rapid Eye Movement Sleep) یکی از مراحل خواب در پستانداران است که در آن بدن در حالت خواب عمیق به سر می‌برد ولی واکنش مغز در حالت بیداری است.

## مقایسهٔ انواع خواب
طی خوابِ REM، حرکات بسیار سریع چشم با دوره‌های ۱۰ تا ۲۰ ثانیه‌ای به وجود می‌آید، ضربان قلب تندتر می‌شود، و میزان سوخت و ساز مغز به حد زمان بیداری می‌رسد. افزون بر این، در خلال خواب REM آدم تقریباً به‌طور کامل فلج می‌شود و تنها قلب، دیافراگم، ماهیچه‌های چشم، و ماهیچه‌های صاف (مثل ماهیچه‌های روده‌ها و رگهای خونی) فعال می‌مانند. در مقابل در طول خواب غیر REM یا non-REM حرکات چشم به کلی متوقف می‌شود، تنفس و ضربان قلب به میزان چشمگیری کاهش می‌یابد، ماهیچه‌ها آرمیده می‌شوند، و میزان سوخت و ساز مغز در مقایسه با دورهٔ بیداری بین ۲۵ تا ۳۰ درصد کاهش می‌یابد.
مشخصهٔ اصلی خواب غیر REM وجود مغزی نافعال در بدنی بسیار آرمیده‌است، و ویژگی عمدهٔ خواب REM وجود مغزی کاملاً بیدار در بدنی کم و بیش فلج است.
دو نوع خواب، REM و غیر REM، همانقدر که با بیداری تفاوت دارند از یکدیگر نیز متفاوت هستند. حتی بعضی پژوهشگران، مرحلهٔ REM را به هیچ وجه خواب به‌حساب نمی‌آورند، بلکه آن را در کنار بیداری و خواب غیر آر ی ام، حالت سوم هستی می‌دانند. اکثر رؤیاها در این مرحله از خواب روی می‌دهند.

## ملاحظات
خوابِ REM دارای دو مرحلهٔ «تونیک» و «فازیک» است. این مرحله از خواب در سال ۱۹۵۲ توسط دو دانشمند به نام آزرینسکی (Aserinsky) و کلایتمن (Kleitman) کشف شد.